# 衛生福利部臺北醫院

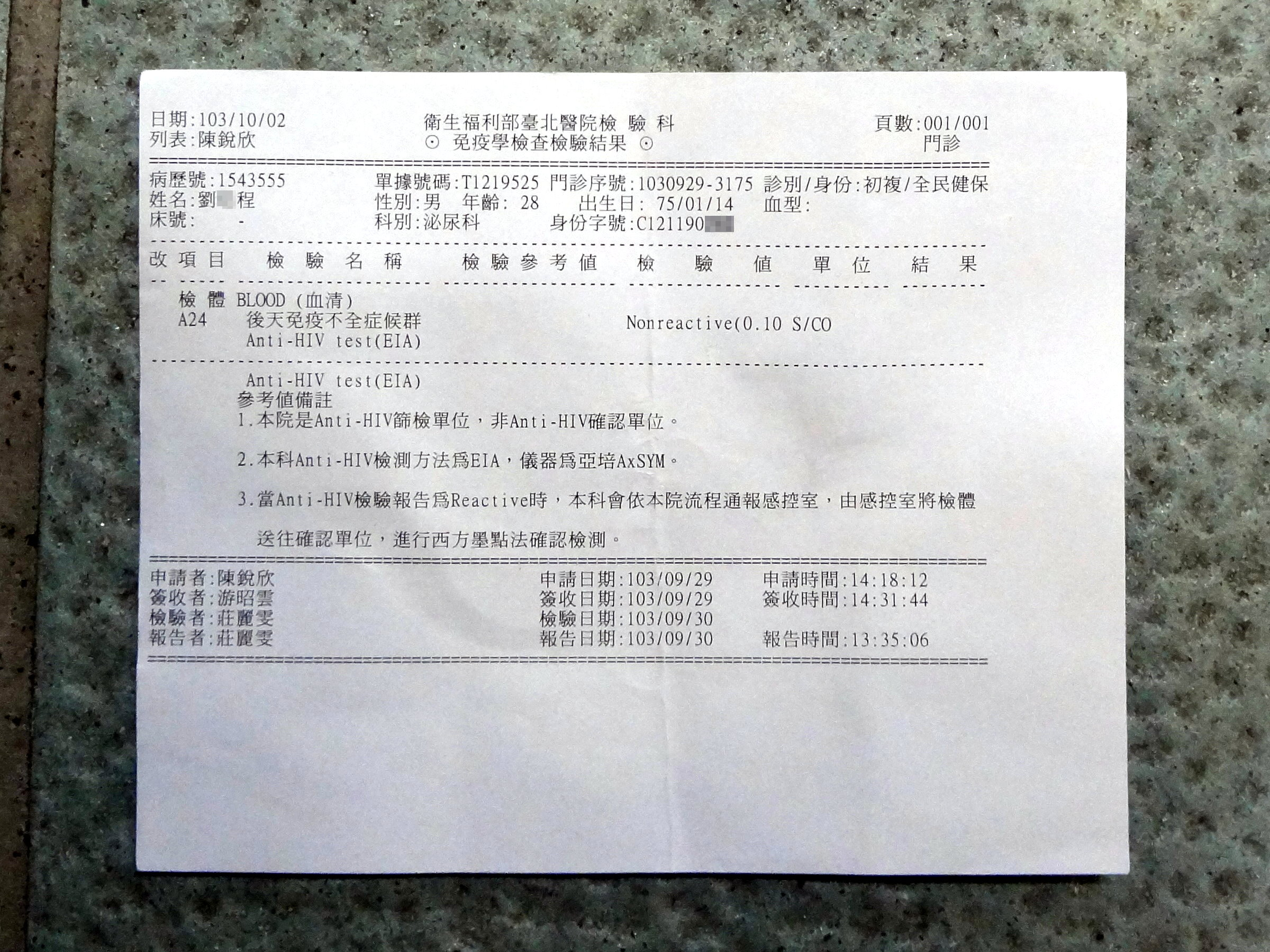
衛生福利部臺北醫院檢驗科免疫學檢查檢驗結果

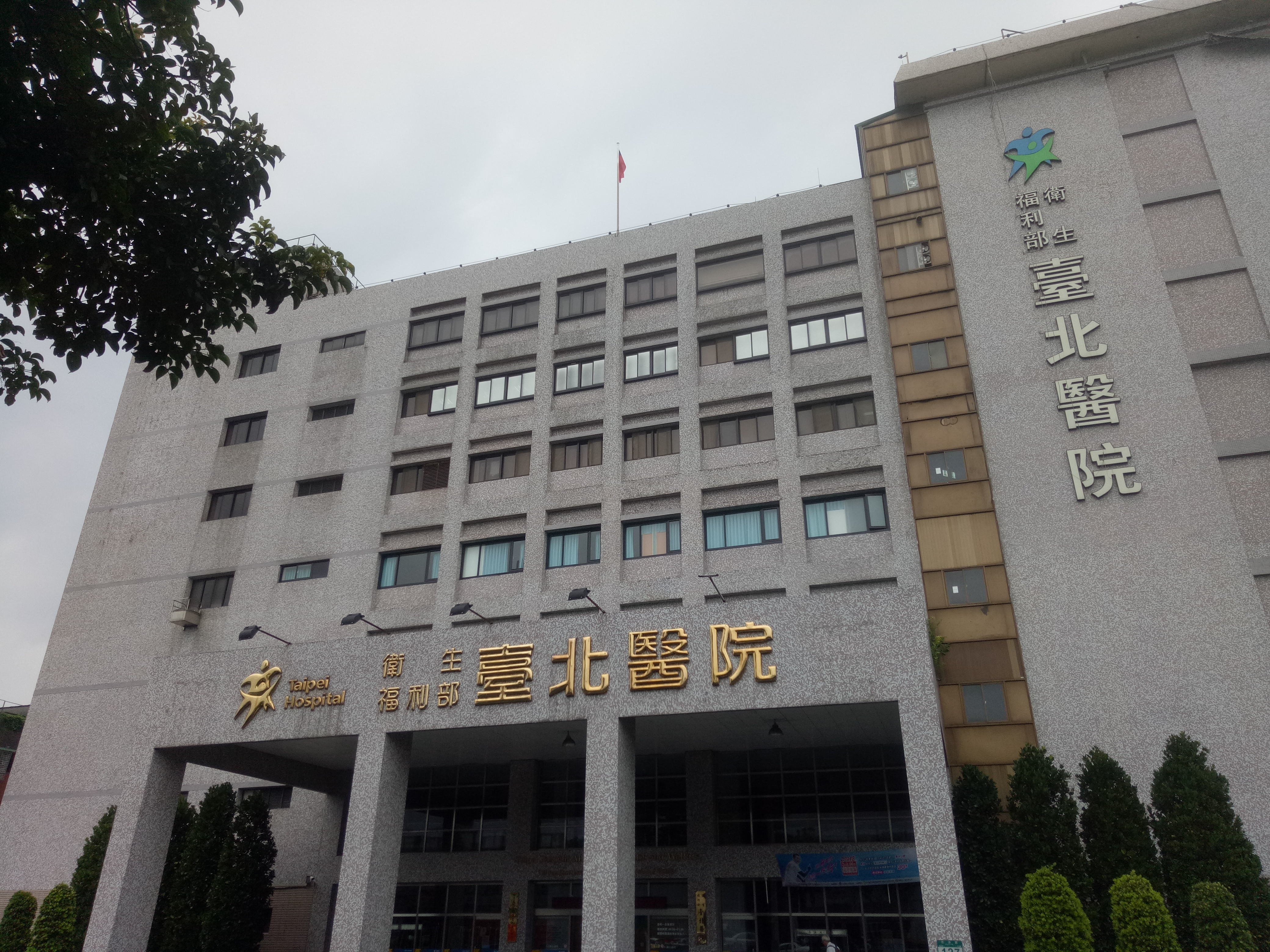
衛生福利部臺北醫院

衛生福利部臺北醫院（簡稱臺北醫院）是衛生福利部醫管會所屬的公立醫院，院址在新北市新莊區，位於臺北捷運新莊線頭前站附近。由於並非位於臺北市內（新北市原為臺北縣），因此又俗稱新莊臺北醫院。與輔大醫院、新北市立聯合醫院為新北市溪北地區的主要醫院。

## 歷史
- 臺北醫院前身包括臺灣省立臺北醫院（含城南分院）、婦產科醫院、兒童醫院。

### 臺灣省立臺北醫院（遷院前）
- 1905年，日本赤十字社臺灣支部病院於臺北東門外成立。
- 1941年，配合臺北帝國大學成立醫學部及附屬醫學專門部之需要，遷移至原臺北鐵道工場址。（今臺北市鄭州路與西寧北路口）
- 1945年，改為國立臺灣大學醫學院第二附屬醫院。
- 1947年1月，改歸臺灣省行政長官公署管轄，更名為臺灣省立臺北醫院。
- 1968年5月，因配合臺北市於1967年升格為直轄市，臺灣省立臺北醫院院區移交臺北市政府接辦，改為「臺北市立中興醫院」（今臺北市立聯合醫院中興院區）。

### 臺灣省立臺北醫院城南分院
- 1943年，由專賣局員工組成之專賣局共濟組合於城南（今福州街）設立「專賣局共濟組合病院」。
- 1945年，改為臺灣省立共濟醫院，隸屬臺灣省行政長官公署衛生局。
- 1947年2月，併入並改稱臺灣省立臺北醫院城南分院。
- 1968年9月裁撤（原有人員編制修正後，改設「臺灣省立彰化醫院」，今衛生福利部彰化醫院），舊址移交臺北市政府設立「臺北市立和平醫院」（今臺北市立聯合醫院和平婦幼院區）。
- 1973年和平醫院遷至廣州街，原址改設「臺北市立婦幼醫院」（今臺北市立聯合醫院和平婦幼院區）。

### 臺灣省立婦幼醫院

#### 臺灣省立臺北婦產科醫院
- 1945年臺北市政府接管戰前之「私立迎產婦人科醫院」，設立臺北市立第一產婦人科醫院。（今中山北路二段彰化銀行總行）
- 1949年8月改隸臺灣省政府，改名為「臺灣省立臺北婦產科醫院」。

#### 臺灣省立臺北兒童醫院
- 1941年，臺灣總督府於臺北市西門町附近設立「臺灣保健協會保健館」，為民眾提供醫療服務，亦培訓醫事人員。
- 1946年，改稱「臺灣省衛生處臺北保健館」。
- 1959年在漢中街成立健兒門診部。
- 1959年，「臺灣省衛生處臺北保健館」改為「省立臺北兒童醫院」與「臺灣省公共衛生教學實驗院」 （位於公園路台大醫院內，與台大醫學院公共衛生研究所及台北市城中區衛生所合辦）。
- 1960年在中華路成立病兒門診及病房，設置病床三十張。
- 1964年將健兒門診遷併中華路址。

#### 合併
- 1968年3月，臺灣省立臺北兒童醫院與臺灣省立臺北婦產科醫院合併為「臺灣省立婦幼醫院」，兩院院址分別改為兒童部、婦產科部。集中於婦產科部辦公。兩院合併前由於院址狹窄，房舍陳舊，原計畫於臺北市金華街新建院舍，並已奠基開工，旋因臺北市改制，臺灣省已無繼續在臺北市興建醫院之必要，乃停工並另予遷建。
- 1969年，臺灣省立婦幼醫院於臺北縣新莊鎮（今新北市新莊區）正式興建。

### 臺灣省立臺北醫院（遷院後）
- 臺北市升格為直轄市之後，於1972年「臺灣省立臺北醫院」直接納編臺灣省立婦幼醫院，並以婦幼醫院的新莊新址做為臺灣省立臺北醫院新院址。
- 1987年3月，臺北市鄭州路臺灣鐵路管理局臺北鐵路醫院」改隸臺灣省立臺北醫院，更名為「臺灣省立臺北醫院城區分院」。

### 中央政府管轄
- 1999年精省後改隸行政院衛生署，更名為「行政院衛生署臺北醫院」。
- 2013年7月23日，隨衛生署改制升格為衛生福利部而更名為「衛生福利部臺北醫院」。

## 未來願景

### 急重症大樓擴建計畫
- 2028年12月：衛生福利部臺北醫院（以下簡稱衛福部臺北醫院）為了提升新北市新莊區醫療服務水準，推動「急重症大樓擴建工程計畫」，經審計部查核發現，臺北醫院遲未依規定提報個案計畫，建立管控機制，致未能如期發包施工，經函請檢討改善，已採行具體改善措施，提升內部督導層級，落實工程進度管控，有助達成計畫目標。審計部指出，臺北醫院規劃新增核子醫學、腫瘤中心醫療業務，及增設一般病床位設施，以提升新北市新莊區醫療資源及服務水準，自103年12月起推動本案計畫，興建急重症大樓（地上16層，地下4層）、動力及污水處理等附屬建築設施，並預定於113年完工啟用。然而，審計部於111年1月查核發現，臺北醫院推動本案計畫，原編列預算28億餘元，報經衛福部於104年12月函復同意後，未依行政院所屬各機關中長程個案計畫編審要點規定，及時擬具中長程個案計畫，延至2年7個月後，始報經行政院於107年7月核定；復因未建立有效時程控管機制及部分規劃內容未符實際需求，延宕專案管理採購招標期程5個月餘，須耗時檢討並陳報修正計畫，調增經費至30億餘元，審計部遂於111年3月函請衛福部督促檢討改善。審計部表示，經追蹤改善情形，衛福部已督促所屬各部立醫院於提報類案計畫時，應注意規劃內容合理性，並完備有關行政程序，避免影響預定期程目標；另責請臺北醫院依興建實際需求研提第2次修正計畫，並報經行政院於111年11月3日核定，將每月召開工程會議，加強控管各項工程設計、施工及預算執行進度，強化監督管考機制；截至112年5月底止，工程進度21.06％，已較預定進度略為超前，有助達成計畫預定目標。根據衛生福利部公布的台北醫療急性一般病床統計，新北市新莊區所在的西區醫療區每萬人口病床開放數為一千六百七十二床，相較於台北醫療區床數偏低。新北市為全台人口數之首，又隨著新莊副都心、捷運三環三線等開發計畫的推動，吸引大量人口移入，然而卻造成新莊區醫療資源不足。根據民國九十九年及一〇九年人口及住戶普查健康醫療報告顯示，市民跨縣市就醫問題明顯，在考量醫療資源的距離、專業性、口碑及服務品質等因素下，民眾往往選擇鄰近的台北市及林口長庚就醫；此外，目前台北醫院的急診、急病、慢病及加護病床皆已不敷使用，故決定進行此次擴建，已於民國一一二年十一月開工，預計民國一一六年六月完工。各樓層醫療設施提升。台北醫院總務室主任林宗瑋表示，新大樓將建設在原本台北醫院後面的污水處理廠，興建後的規劃除了地下一樓至四樓的停車場，以及九樓到十三樓的各四十八床的標準病房外，一、二樓為急診和門診，較為特別的是於三樓的手術室引進了達文西手臂，也就是由醫生操作機械手臂開刀，更精準且傷口較小，病人復原速度快。四樓為牙醫和中醫，五樓為婦產科，特別的是生殖中心，讓現代人即使有不孕症，透過人工生殖中心也可以嘗試做試管嬰兒，讓想生小孩的民眾也能如願，六樓、七樓和八樓為復健科、洗腎中心與兒科，十五樓也興設了減重門診，以及醫美中心，提供現代人追求健康的需求，最後，十六樓為精神科急性病房。強化醫療服務品質林宗瑋説，急重症大樓興建完成後，病床數將從五百四十床增加至八百七十三床，擴大台北醫院醫療服務量能，改善供不應求的醫療問題。除了深化新莊社區健康營造，也建設國際層級的國際醫療衛生人員訓練中心，院內會有台灣邦交國的醫療人員進駐，加以訓練並培育更多醫療人才。此外，配合國家長期健康照護政策，推動社區照護，整合全院醫療流程，提升醫院硬體空間和設備，使台北醫院搖身一變，成為新莊區的醫療中心。打造綠化健康照護中心。根據台北醫院擴建計畫提出，除了新建急重症大樓放射治療中心和核子醫學中心外，還增設相關綠化設施，提供健康照護與社區活動空間。紓緩當地人口老齡化及多重疾病的需求，新建的急重症大樓與既有院區內的急診大樓在造型與色彩上相互呼應。此外，院區將保留基地的老樹，並在屋頂和露臺進行綠化。拆除既有A棟大樓後，中央空地將被塑造為院區核心開放空間，透過綠化與景觀配置，把綠意引入周圍都市紋理，進而深化社區健康營造的目的。透過綠化的空間，給醫院的病人們有一個可以放鬆清淨的環境。全人照護引領新時代，新北市議員鍾宏仁説，新莊區的病床數長期不足，許多居民無法在當地獲得適當的醫療服務。對此林宗瑋回應，全人醫院涵蓋生理、社會、心理及經濟層面的醫療，照顧全人需整合性的健康照護。台北醫院追求醫療成效和資源利用的最大化，以全人全時的照護理念照顧病人。過去醫療模式著重於片段的治療成果，主要以急重症的處置為主，則轉為加強疾病預防和康復照護，降低總體醫療花費，提高生活品質，發展整合醫療效率，避免長期住院浪費健保資源。此外更使用現代醫療技術影像醫學、基因解序、人工智慧和機器人等技術的突破，使全人照護和精準治療成為可能。

### 門診大樓改建計畫
- 未定：門診大樓將配合急重症大樓興建完成，門診部與急重症大樓合併。

### 急診大樓改建計畫
- 未定：急診大樓將配合急重症大樓興建完成，急診室與急重症大樓合併。

## 重大意外

### A棟7樓火災
2018年8月13日凌晨4點，位於臺北醫院護理之家7樓7A23房編號235的床鋪起火，造成15死37傷。各相關單位勘察現場後確認起火原因為該床使用電子產品床舖，至於傷亡的部分，新北市政府消防局初步推測原因為逃生後無關房門、院方延誤通報及海綿床易燃等3原因造成。 2019年4月22日，臺灣新北地方檢察署偵結並認為，當日代班護理長、護理師知悉家屬違規使用電子產品卻未勸阻，須負擔管理疏失，依業務過失致死罪將2人起訴；至於該院院長和購買床墊來使用的民眾則獲不起訴。
此結果導致眾多第一線護理人員惶恐不安，衛福部附屬醫療及社會福利機構管理會執行長即表示，會詳細研究怎麼進行後續的法律程序及攻防，該部會提供全部力量支持被起訴的護理人員，包括請律師團協助和心理關懷支持。
臺北醫院也發出聲明，尊重司法判決，並感到非常遺憾、難過與不捨，臺北醫院並請律師向個別同仁說明後續處理情形，全力協助同仁面對司法過程，臺北醫院會是同仁最堅強的後盾，持續全力支援同仁在法律上、心理上與工作上一切的協助。在最後臺北醫院並再次向所有受影響的病人及家屬、同仁表達歉意，醫院在相關消防、安全已持續改善，對於外界專業指導虛心接受。

## 外部連結
- 官方网站

25°02′34″N 121°27′35″E / 25.042895°N 121.459683°E